# Апрељевка
Апрељевка (рус. Апрелевка) град је у Русији у Московској области. Према попису становништва из 2010. у граду је живело 18701 становника.

## Становништво
| 1939. | 1959.  | 1970.  | 1979.  | 1989.  | 2002.  | 2010.  |
| ----- | ------ | ------ | ------ | ------ | ------ | ------ |
| 5.700 | 14.936 | 17.981 | 21.002 | 21.178 | 18.357 | 18.701 |